# Nu är det jul igen (målning)

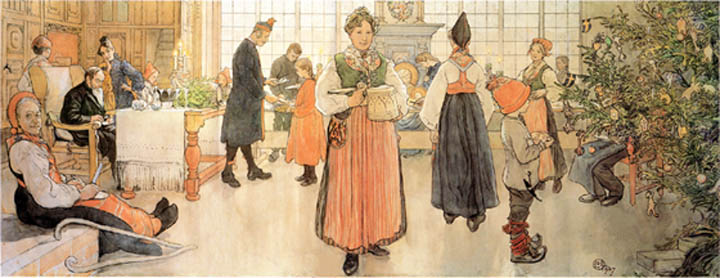
Larssons akvarellversion av motivet

Nu är det jul igen är en målning från 1907 av den svenske konstnären Carl Larsson. Den monumentala triptyken föreställer familjen Larssons julfrukost på Lilla Hyttnäs i Sundborn 1906.
Målningen i olja föregicks av en mindre version i akvarell (58 x 147 cm) och flera närstudier. Den köptes av Helsingborgs museum 1908 direkt av konstnären. Den har återkommande ställts ut på Dunkers kulturhus i Helsingborg över tiden kring jul.
Kvällspostens Jenny Maria Nilsson kallade den 2008 för "en suveränt 'regisserad' vidvinkelbild behärskad i detalj av nationalromantikens mästare Carl Larsson".